# Campiglossa plantaginis
Campiglossa plantaginis
 es una especie de insecto díptero que Alexander Henry Haliday describió científicamente por primera vez en el año 1833.
Esta especie pertenece al género Campiglossa de la familia Tephritidae.